# Friesodielsia discostigma
Espèce
Synonymes
- Cleistopholis discostigma Diels[2]
- Friesodielsia discostigma (Diels) Steenis[2]
- Friesodielsia soyauxii (Sprague & Hutch.) Steenis[2]
- Oxymitra discostigma (Diels) Ghesq. ex Pellegr.[2]
- Oxymitra montana (Engl. & Diels) Sprague & Hutch.[2]
- Oxymitra soyauxii Sprague & Hutch.[2]
- Richella discostigma (Diels) R.E.Fr.[2]
- Richella montana (Engl. & Diels) R.E.Fr.[2]
- Richella soyauxii (Sprague & Hutch.) R.E.Fr.[2]
- Unona glauca Engl. & Diels[2]
- Unona montana Engl. & Diels[2]

Friesodielsia discostigma (Diels) Steenis  est une espèce de plantes à fleurs de la famille des Annonaceae et du genre Friesodielsia. C'est une liane endémique du Cameroun.

## Distribution
Très rare, l'espèce a été récoltée en 1904 par Georg August Zenker à Bipindi, dans la Région du Sud.